# Tour Colombia 2019
Il Tour Colombia 2019, seconda edizione della corsa, valevole come prova dell'UCI America Tour 2019 categoria 2.1, si è svolto in sei tappe dal 12 al 17 febbraio 2019 su un percorso di 826,7 km, con partenza da Medellín e arrivo all'Alto de Las Palmas, in Colombia. La vittoria è stata appannaggio del colombiano Miguel Ángel López, che ha completato il percorso in 18h38'32" precedendo i connazionali Iván Sosa e Daniel Martínez.
Al traguardo dell'Alto de Las Palmas 136 ciclisti, su 168 partiti da Medellín, hanno portato a termine la competizione.

## Tappe
| Tappa  | Data        | Percorso                              | km    | Vincitore di tappa    | Leader cl. generale |
| ------ | ----------- | ------------------------------------- | ----- | --------------------- | ------------------- |
| 1ª     | 12 febbraio | Medellín > Medellín (cron. a squadre) | 14    | EF Education First    | Rigoberto Urán      |
| 2ª     | 13 febbraio | La Ceja > La Ceja                     | 150,5 | Álvaro Hodeg          | Álvaro Hodeg        |
| 3ª     | 14 febbraio | Llanogrande > Llanogrande             | 167,6 | Juan Sebastián Molano | Rigoberto Urán      |
| 4ª     | 15 febbraio | Medellín > Medellín                   | 144   | Bob Jungels           | Bob Jungels         |
| 5ª     | 16 febbraio | La Unión > La Unión                   | 176,8 | Julian Alaphilippe    | Julian Alaphilippe  |
| 6ª     | 17 febbraio | El Retiro > Alto de Las Palmas        | 173,8 | Nairo Quintana        | Miguel Ángel López  |
| Totale | Totale      | Totale                                | 826,7 |                       |                     |

## Squadre e corridori partecipanti
| N.      | Cod. | Squadra                       |
| ------- | ---- | ----------------------------- |
| 1-6     | SKY  | Team Sky                      |
| 11-16   | MOV  | Movistar Team                 |
| 21-26   | EF1  | EF Education First            |
| 31-36   | DQT  | Deceuninck-Quick-Step         |
| 41-46   | AST  | Astana Pro Team               |
| 51-56   | UAD  | UAE Team Emirates             |
| 61-66   | ANS  | Androni Giocattoli-Sidermec   |
| 71-76   | BRD  | Bardiani CSF                  |
| 81-86   | HBA  | Hagens Berman Axeon           |
| 91-96   | ICA  | Israel Cycling Academy        |
| 101-106 | NSK  | Neri Sottoli Selle Italia KTM |
| 111-116 | NIP  | Nippo-Vini Fantini-Faizanè    |
| 121-126 | MZN  | Manzana Postobón Team         |
| 131-136 | IAM  | IAM Excelsior                 |

| N.      | Cod. | Squadra                          |
| ------- | ---- | -------------------------------- |
| 141-146 | EFP  | Efapel                           |
| 151-156 | MED  | Medellín                         |
| 161-166 | AEV  | Aevolo                           |
| 171-176 | EPM  | EPM                              |
| 181-186 | CBS  | Coldeportes Bicicletas Strongman |
| 191-196 | GWS  | GW Shimano                       |
| 201-206 | EOP  | Equipo Continental Orgullo Paisa |
| 211-216 | ECZ  | Coldeportes Zenú                 |
| 221-226 | ILU  | Team Illuminate                  |
| 231-236 | BET  | BetPlay Cycling Team             |
| 241-246 | DPA  | Deprisa Team                     |
| 251-256 | COL  | Colombia                         |
| 261-266 | ITA  | Italia                           |
| 271-276 | ECU  | Ecuador                          |

## Dettagli delle tappe

### 1ª tappa
- 12 febbraio: Medellín > Medellín – Cronometro a squadre – 14 km

Risultati
| Pos. | Squadra               | Tempo  |
| ---- | --------------------- | ------ |
| 1    | EF Education First    | 15'05" |
| 2    | Deceuninck-Quick-Step | a 8"   |
| 3    | Team Sky              | a 10"  |

| Pos. | Corridore       | Squadra     | Tempo  |
| ---- | --------------- | ----------- | ------ |
| 1    | Rigoberto Urán  | Educ. First | 15'05" |
| 2    | Daniel Martínez | Educ. First | s.t.   |
| 3    | Lawson Craddock | Educ. First | s.t.   |

### 2ª tappa
- 13 febbraio: La Ceja > La Ceja – 150,5 km

Risultati
| Pos. | Corridore        | Squadra    | Tempo    |
| ---- | ---------------- | ---------- | -------- |
| 1    | Álvaro Hodeg     | Deceuninck | 3h21'40" |
| 2    | Martin Laas      | Illuminate | s.t.     |
| 3    | Juan Seb. Molano | UAE        | s.t.     |

| Pos. | Corridore       | Squadra     | Tempo    |
| ---- | --------------- | ----------- | -------- |
| 1    | Álvaro Hodeg    | Deceuninck  | 3h36'43" |
| 2    | Rigoberto Urán  | Educ. First | a 2"     |
| 3    | Daniel Martínez | Educ. First | s.t.     |

### 3ª tappa
- 14 febbraio: Llanogrande > Llanogrande – 167,6 km

Risultati
| Pos. | Corridore          | Squadra    | Tempo    |
| ---- | ------------------ | ---------- | -------- |
| 1    | Juan Seb. Molano   | UAE        | 3h42'52" |
| 2    | Julian Alaphilippe | Deceuninck | s.t.     |
| 3    | Diego Ochoa        | Manzana    | s.t.     |

| Pos. | Corridore       | Squadra     | Tempo    |
| ---- | --------------- | ----------- | -------- |
| 1    | Rigoberto Urán  | Educ. First | 7h19'37" |
| 2    | Daniel Martínez | Educ. First | s.t.     |
| 3    | Lawson Craddock | Educ. First | s.t.     |

### 4ª tappa
- 15 febbraio: Medellín > Medellín – 144 km

Risultati
| Pos. | Corridore          | Squadra    | Tempo    |
| ---- | ------------------ | ---------- | -------- |
| 1    | Bob Jungels        | Deceuninck | 3h04'37" |
| 2    | Mihkel Räim        | Israel     | a 3"     |
| 3    | Julian Alaphilippe | Deceuninck | s.t.     |

| Pos. | Corridore          | Squadra     | Tempo     |
| ---- | ------------------ | ----------- | --------- |
| 1    | Bob Jungels        | Deceuninck  | 10h24'13" |
| 2    | Julian Alaphilippe | Deceuninck  | a 2"      |
| 3    | Rigoberto Urán     | Educ. First | a 4"      |

### 5ª tappa
- 16 febbraio: La Unión > La Unión – 176,8 km

Risultati
| Pos. | Corridore          | Squadra    | Tempo    |
| ---- | ------------------ | ---------- | -------- |
| 1    | Julian Alaphilippe | Deceuninck | 4h16'44" |
| 2    | Miguel Ángel López | Astana     | s.t.     |
| 3    | Richard Carapaz    | Movistar   | s.t.     |

| Pos. | Corridore          | Squadra     | Tempo     |
| ---- | ------------------ | ----------- | --------- |
| 1    | Julian Alaphilippe | Deceuninck  | 14h40'46" |
| 2    | Daniel Martínez    | Educ. First | a 8"      |
| 3    | Miguel Ángel López | Astana      | a 23"     |

### 6ª tappa
- 17 febbraio: El Retiro > Alto de Las Palmas – 173,8 km

Risultati
| Pos. | Corridore          | Squadra  | Tempo    |
| ---- | ------------------ | -------- | -------- |
| 1    | Nairo Quintana     | Movistar | 3h57'19" |
| 2    | Iván Sosa          | Sky      | a 8"     |
| 3    | Miguel Ángel López | Astana   | s.t.     |

| Pos. | Corridore          | Squadra     | Tempo     |
| ---- | ------------------ | ----------- | --------- |
| 1    | Miguel Ángel López | Astana      | 18h38'32" |
| 2    | Iván Sosa          | Sky         | a 4"      |
| 3    | Daniel Martínez    | Educ. First | a 42"     |

## Evoluzione delle classifiche
| Tappa              | Vincitore             | Classifica generale Maglia ocra | Classifica a punti Maglia gialla | Classifica scalatori Maglia rosa | Classifica giovani Maglia bianca | Classifica combattività Maglia rossa | Classifica a squadre |
| ------------------ | --------------------- | ------------------------------- | -------------------------------- | -------------------------------- | -------------------------------- | ------------------------------------ | -------------------- |
| 1ª                 | EF Education First    | Rigoberto Urán                  | Rigoberto Urán                   | Rigoberto Urán                   | Daniel Martínez                  | Daniel Martínez                      | EF Education First   |
| 2ª                 | Álvaro Hodeg          | Álvaro Hodeg                    | Álvaro Hodeg                     | José Tito Hernández              | Álvaro Hodeg                     | Steven Cuesta                        | EF Education First   |
| 3ª                 | Juan Sebastián Molano | Rigoberto Urán                  | Juan Sebastián Molano            | William Muñoz                    | Daniel Martínez                  | Fabio Duarte                         | EF Education First   |
| 4ª                 | Bob Jungels           | Bob Jungels                     | Juan Sebastián Molano            | William Muñoz                    | Daniel Martínez                  | Miguel Ángel López                   | EF Education First   |
| 5ª                 | Julian Alaphilippe    | Julian Alaphilippe              | Julian Alaphilippe               | Alexis Camacho                   | Daniel Martínez                  | Óscar Quiroz                         | EF Education First   |
| 6ª                 | Nairo Quintana        | Miguel Ángel López              | Julian Alaphilippe               | Iván Sosa                        | Miguel Ángel López               | Edwin Ávila                          | EF Education First   |
| Classifiche finali | Classifiche finali    | Miguel Ángel López              | Julian Alaphilippe               | Iván Sosa                        | Miguel Ángel López               | non assegnato                        | EF Education First   |

## Classifiche finali

### Classifica generale - Maglia ocra
| Pos. | Corridore          | Squadra     | Tempo     |
| ---- | ------------------ | ----------- | --------- |
| 1    | Miguel Ángel López | Astana      | 18h38'32" |
| 2    | Iván Sosa          | Sky         | a 4"      |
| 3    | Daniel Martínez    | Educ. First | a 42"     |
| 4    | Egan Bernal        | Sky         | a 54"     |
| 5    | Nairo Quintana     | Movistar    | a 1'04"   |
| 6    | Rigoberto Urán     | Educ. First | a 1'31"   |
| 7    | Julian Alaphilippe | Deceuninck  | a 1'33"   |
| 8    | Sergio Henao       | UAE         | a 2'41"   |
| 9    | Richard Carapaz    | Movistar    | a 2'46"   |
| 10   | Rodrigo Contreras  | Astana      | a 2'47"   |

### Classifica a punti - Maglia gialla
| Pos. | Corridore          | Squadra    | Punti |
| ---- | ------------------ | ---------- | ----- |
| 1    | Julian Alaphilippe | Deceuninck | 40    |
| 2    | Miguel Ángel López | Astana     | 38    |
| 3    | Juan Seb. Molano   | UAE        | 25    |
| 4    | Egan Bernal        | Sky        | 22    |
| 5    | Bob Jungels        | Deceuninck | 21    |

### Classifica scalatori - Maglia rosa
| Pos. | Corridore          | Squadra     | Punti |
| ---- | ------------------ | ----------- | ----- |
| 1    | Iván Sosa          | Sky         | 13    |
| 2    | Miguel Ángel López | Astana      | 12    |
| 3    | Alexis Camacho     | Coldeportes | 12    |
| 4    | Nairo Quintana     | Movistar    | 10    |
| 5    | Daniel Martínez    | Educ. First | 7     |

### Classifica giovani - Maglia bianca
| Pos. | Corridore          | Squadra     | Tempo     |
| ---- | ------------------ | ----------- | --------- |
| 1    | Miguel Ángel López | Astana      | 18h38'32" |
| 2    | Iván Sosa          | Sky         | a 4"      |
| 3    | Daniel Martínez    | Educ. First | a 42"     |
| 4    | Egan Bernal        | Sky         | a 54"     |
| 5    | Rodrigo Contreras  | Astana      | a 2'47"   |

### Classifica a squadre
| Pos. | Squadra                          | Tempo     |
| ---- | -------------------------------- | --------- |
| 1    | EF Education First               | 55h31'37" |
| 2    | Movistar Team                    | a 2"      |
| 3    | Team Sky                         | a 2'35"   |
| 4    | Medellín                         | a 5'21"   |
| 5    | Coldeportes Bicicletas Strongman | a 5'37"   |